# 黄昏シティ・グラフィティ
『黄昏シティ・グラフィティ（たそがれシティ・グラフィティ）』は、星崎真紀による日本の漫画作品。『月刊LaLa』にて1981年11月号から1984年9月号まで連載されていた。

## ストーリー
三つ子の橘兄弟の両親は、何度目かの長期海外赴任を言い渡され、これにより大学生の三つ子達は、学校近くにアパートを借りて3人暮らしをすることとなる。さらに幼いころから世話をしてくれた中国人の李が中国に一時帰国することになり、三つ子は悲しむが、彼らの前に李の娘である苗が現れ代わりに世話をすると言い出す。

## 登場人物
橘 始（たちばな はじめ）
三つ子の長男。大学の法学部に通っている。
橘 二葉（たちばな ふたば）
三つ子の次男。大学の商学部に通っている。
橘 三太（たちばな さんた）
三つ子の三男。大学の経営学部に通っている。
橘 正則（たちばな まさのり）
三つ子の父親。
苗（なえ）
李の娘で中学三年生。
李（り）
中国人家政婦で三つ子を幼いころから世話してきた。
逆崎 風子（さかざき ふうこ）
三つ子の幼稚園の頃同じクラスだった女児。
渡辺（わたなべ）
三つ子が幼稚園の頃の担任の女性教師。
美潮（みしお）
佐草（さそう）
夏湖（なつこ）
夏海（なつみ）
定沖（さだおき）
服部 漠（はっとり ばく）
鈴木 千鶴（すずき ちづる）
陣内 三紀（じんない みき）
勝（まさる）
橘 冴子（たちばな さえこ）
橘 文太（たちばな もんた）
玉起 司（たまおき つかさ）
智子（ともこ）
北見 聖（きたみ せい）
田草川 晴美（たくさがわ はるみ）
後 結花（うしろ ゆうか）

## 単行本
- 星崎真紀『黄昏シティ・グラフィティ』白泉社〈花とゆめコミックス〉、全5巻。
  1. 1983年5月25日発売、ISBN 4-592-11531-7。
  2. 1983年11月25日発売、ISBN 4-592-11532-5。
  3. 1984年4月25日発売、ISBN 4-592-11533-3。
  4. 1984年8月17日発売、ISBN 4-592-11534-1。
  5. 1984年11月25日発売、ISBN 4-592-11535-X。

電子版が2020年にJコミックテラスから出版されている。